# Anabarhynchus dimidiatus
Anabarhynchus dimidiatus är en tvåvingeart som först beskrevs av Macquart 1847.  Anabarhynchus dimidiatus ingår i släktet Anabarhynchus och familjen stilettflugor. Inga underarter finns listade i Catalogue of Life.